# Катарско-бахрейнская война
Катарско-бахрейнская война — вооружённый конфликт, происходивший в 1867—1868 годах в Персидском заливе, между Бахрейном и Абу-Даби с одной стороны и Катаром с другой. Война стала грубейшим нарушением морского перемирия 1835 года, что потребовало британского вмешательства. В итоге Бахрейн и Катар договорились о перемирии при посредничестве Великобритании, что означало признание британцами семьи Аль Тани полунезависимыми правителями Катара. Конфликт вылился в широкомасштабные разрушения в обеих странах.

## Предыстория
В 1835 году было заключено морское перемирие между арабскими государственными образованиями Персидского залива, такими как Абу-Даби, Шарджа, остальными шейхствами Договорного Омана, а также Бахрейном и Оманом. Соблюдение перемирия контролировалось британским Королевским флотом (в частности, Бомбейской флотилией). В целях обеспечения соблюдения уже существовавшего мирного соглашения (Общий морской договор 1820 года) Бомбейская флотилия развернула эскадру в Персидском заливе, базирующуюся на острове Кешм. Договор запрещал пиратство в Персидском заливе, но не препятствовал ведению морской войны, как результат, англичане действовали по-разному по отношению к пиратам. Тех пиратов, кто нападал на корабли с поднятым британским флагом, отправляли судить в Бомбей, а тех, кто нападал на корабли с другими флагами, отправляли в соответствующую страну. 
В 1835 году корабли коалиции из Абу-Даби, Аджмана, Шарджи и Рас-Аль-Хаймы начали преследовать и грабить суда, принадлежащие Оману. Британцы вмешались, когда два корабля под их флагом были разграблены Абу-Даби. Бомбейская флотилия в ответ 16 апреля 1835 одержала победу, в результате чего значительная часть судов Абу-Даби была уничтожена.
Первоначально перемирие 1835 года было инициировано британцами и ограничивалось шестью месяцами сезона жемчужного промысла. Оно получило одобрение у шейхов и было продлено ещё на восемь месяцев. Перемирие потом продлевалось ежегодно до 1843 года, когда Британия предложила 10-летнее перемирие, которое было согласовано с шейхами. Во время перемирия арабские государства Персидского залива переживали экономический бум, и в 1853 году, когда Британия предложила постоянный мир, шейхства Договорного Омана согласились.

## Хронология
В 1860-е годы отношения между Катаром и Бахрейном ухудшилось в результате серии мелких споров. Военные действия вспыхнули после того, как в 1867 году Бахрейн арестовал катарского бедуина на катарской территории и отправил его в Бахрейн. В ответ катарцы, во главе с племенем Наим, победили бахрейнскую армию, располагавшуюся на катарском полуострове, успешно изгнав их. Эти события привели к нападению Бахрейна в союзе с Абу-Даби на Катар.
В октябре 1867 года хаким Бахрейна Мухаммад ибн Халифа Аль Халифа отправил своего брата Али Аль Халифу во главе отряда из 500 воинов и 24 судов для нападения на Катар. К нему присоединился отряд из 200 человек под руководством Ахмеда Аль Халифы. Кроме того, бахрейнский союзник Абу-Даби отправил 2000 воинов на 70 судах. В результате их совместных действий были разграблены Бида (Доха) и Вакра. В британском отчёте позднее говорилось, «что города Доха и Вакра в конце 1867 года временно прекратили своё существование, дома были разрушены, а их жители высланы». Катарцы ответили в следующем году, в результате чего было уничтожено большинство бахрейнских военных судов. Общие потери с обеих сторон составили 1000 человек убитыми и 60 кораблей уничтоженными.

## Британско-бахрейнский договор 1868 года

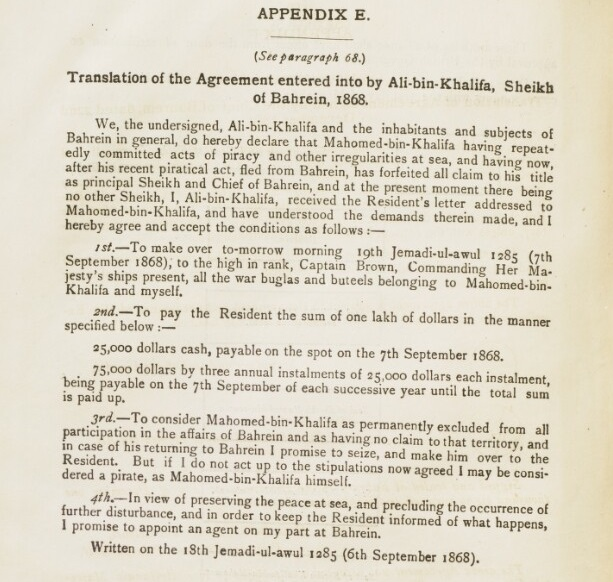
Соглашение между Великобританией и Бахрейном в сентябре 1868 года, как следствие Катарско-бахрейнской войны.

До 1867 года британцы признавали Катар как зависимую от Бахрейна территорию. Полковник-лейтенант Льюис Пелли, британский резидент в Бахрейне, в ультимативной форме обвинил хакима Бахрейна в нарушении морского права и потребовал выплату репараций в размере 10 000 иранских туманов. 6 сентября 1868 года Али Аль Халифа был назначен Пелли хакимом Бахрейна и быстро взял власть под свой контроль после того, как его брат Мухаммад бежал
Конфликт впервые привёл к британскому признанию Аль Тани в качестве отдельной политической силы в Катаре. Льюис Пелли посетил полуостров, встретившись с шейхами и подписав Договор 1868 года с Мухаммадом Аль Тани. Этот договор завершил морскую войну. По условиям этого соглашения Бахрейн был вынужден отказаться от своих претензий на суверенитет и территорию Катара.